# 赤田站
赤田站（日语：／ Akada eki */?）是位於富山縣富山市赤田，富山地方鐵道（地鐵）笹津線的鐵路車站（廢站）。

## 歷史
- 1914年（大正3年）12月6日：富山輕便鐵道堀川新站（後來為南富山站）至笹津站之間開通（富山輕便鐵道全線開通），蜷川站（日语：／）啟用[1]。
- 1915年（大正4年）10月24日：鐵路公司名稱改為富山鐵道[1][2]。
- 1920年（大正9年）12月22日：車站一度廢除[1][3]。
- 1950年（昭和25年）9月1日：富山地方鐵道笹津線南富山站至大久保町站之間重新開通，此站重開[1][2][4][5]，當時只有客運業務[4]。
- 1965年（昭和40年）1月1日：改名為赤田站[1][4][5]。
- 1975年（昭和50年）4月1日：笹津線廢除，此站也被廢除[1][2][4][5]。

## 車站構造
截至車站廢除前，此站是一座地面車站，設有1面1線的單式月台。月台在路軌的東邊（地鐵笹津方向的列車會開啟左邊車門）。此站沒有轉轍器。
此站為無人車站，沒有站舍。
在富山輕便鐵道（後來名為富山鐵道）時代，此站曾經營業（停留場）。

## 車站周邊
車站位於稻田中。
- 國道41號（越中東街道）
- 富山縣道188號東豬谷富山線（日语：富山県道188号東猪谷富山線）
- 北陸自動車道富山交匯處（日语：富山インターチェンジ） - 此站廢除後才啟用。
- 土川

## 現狀
截至2007年（平成19年）9月，較難確認車站遺址位置，看不到任何痕跡。
另外，在此站附近的路軌遺址變成了道路。截至2008年（平成20年）也是同樣，於此站遺址附近的道路均為市道。

## 相鄰車站
富山地方鐵道
笹津線
袋－赤田－上野

## 注腳
1. 1 2 3 4 5 6  《日本鐵道旅行地圖帳 全線全站全廢線 6 北信越》（監修：今尾惠介，新潮社，2008年10月發行）38頁
2. 1 2 3  （JTB出版，2010年4月發行）211頁
3. ↑  「地方鉄道停留場廃止」《官報》1920年12月24日（國立國會圖書館數碼化資料）
4. 1 2 3 4  （著：寺田裕一，JTB出版，2008年5月發行）165頁
5. 1 2 3 4 5  （著：寺田裕一，NEKO PUBLISHING，2010年12月發行）43-45,47頁
6. 1 2 3 4 5 6 7  《RM LIBRARY 107 富山地鐵笹津·射水線》（著：服部重敬，NEKO PUBLISHING，2008年7月發行）28-29頁
7. ↑  （著：寺田裕一，JTB出版，2008年5月發行）80-83頁
8. 1 2  《富山廢線紀行》（著：草卓人，桂書房（日语：桂書房），2008年7月發行）80頁
9. ↑  （JTB出版，1998年6月發行）80頁。

## 相關項目
- 日本鐵路車站列表 A